# ベネット・ミラー
ベネット・ミラー （Bennett Miller, 1966年12月30日 - ） は、アメリカ合衆国の映画監督。

## 来歴
1966年12月30日、ニューヨークでユダヤ系アメリカ人として生まれた。
1998年、ドキュメンタリー映画『The Cruise』で映画監督としてデビュー。同作で第49回ベルリン国際映画祭でヴォルフガング・シュタウテ賞(最優秀新人監督賞)を受賞。
2005年、高校からの友人であるダン・フッターマンが脚本を執筆し、同じく友人のフィリップ・シーモア・ホフマンがトルーマン・カポーティを演じた伝記映画『カポーティ』を発表。批評家から高く評価され、アカデミー監督賞にノミネートされた。
2011年、ブラッド・ピットを主演に起用し、マイケル・ルイスの小説『マネー・ボール 奇跡のチームをつくった男』を映画化した『マネーボール』を発表。興行的な成功を収めた。2014年、『フォックスキャッチャー』が第67回カンヌ国際映画祭のコンペティション部門に出品され、監督賞を受賞した。

### 人物
テレビコマーシャルやミュージックビデオも手がけている。兄弟にファッションモデルのアンミカの夫で製作会社エンパイア エンターテイメントのセオドール・ミラーと同社のニューヨーク本社代表を務める起業家のJ・B・ミラーがいる。

## 監督作品
- The Cruise （1998年） ドキュメンタリー - 監督・製作
- カポーティ Capote （2005年）
- マネーボール Moneyball （2011年）
- The Question （2012年） 短編ドキュメンタリー
- フォックスキャッチャー Foxcatcher （2014年）- 監督・製作